# Preußische EG 501 Halle
Die EG 501 Halle war ein Einzelexemplar einer Elektrolokomotive, das im Rahmen des Elektrifizierungsprogramms der Preußischen Staatseisenbahnen zunächst für den Güterzugdienst im mitteldeutschen Netz eingesetzt werden sollte.

## Geschichte
Die 1910 von der Eisenbahndirektion Halle georderte 1’D1’-Elektrolokomotive mit der Nummer EG 501 wurde im Frühjahr 1912 im Bw Bitterfeld in Betrieb genommen. Erste Versuchsfahrten auf der Strecke Dessau – Bitterfeld zeigten, dass sie das vorgesehene Betriebsprogramm nicht erfüllen konnte und mit zu wenigen Fahrstufen betrieblich ungünstig ausgelegt war. Da sich zudem die Motoren stark erwärmten, wurden die Seitenwände zur besseren Kühlung weggelassen. Die schlechten Erfahrungen mit dieser Maschine führten dazu, dass die Entwicklungen anderer Lokomotiven mit der Achsfolge 1’D1’ zurückgestellt wurden.
Die Lok wurde nach nur wenigen Probefahrten abgestellt. Zu einem vorgesehenen Umbau des Fahrwerkes kam es durch den Ausbruch des Ersten Weltkrieges nicht mehr. Ein Einsatz bei der Eisenbahndirektion Breslau als EP 201 Breslau wurde aufgrund des Eintrages im Merkbuch für Fahrzeuge der Preußisch-Hessischen Staatsbahnen stets nur vermutet. Die Lok war in Halle abgestellt und es bestand die Absicht, sie nach vorherigem Umbau auf die Achsfolge 1’BB1’ an die SBB zu verkaufen. Dieser scheiterte am Einspruch der Eisenbahnverwaltung. Im Dezember 1920 wurde die Eisenbahndirektion Halle vom Reichsverkehrsministerium aufgefordert, Haupttransformator, Ölschalter und wesentliche Teile der EG 501 auszubauen und zwecks Einrichtung eines Prüffeldes in der Hauptwerkstatt Lauban der Eisenbahndirektion Breslau zu überlassen. Die Lok sollte perspektivisch zur Erprobung eines Lentzgetriebes mit Induktionsmotor verwendet werden. Dazu kam es nicht. Die EG 501 blieb weiterhin abgestellt und wurde im Januar 1923 ausgemustert.